# Glashütte Rottmünde

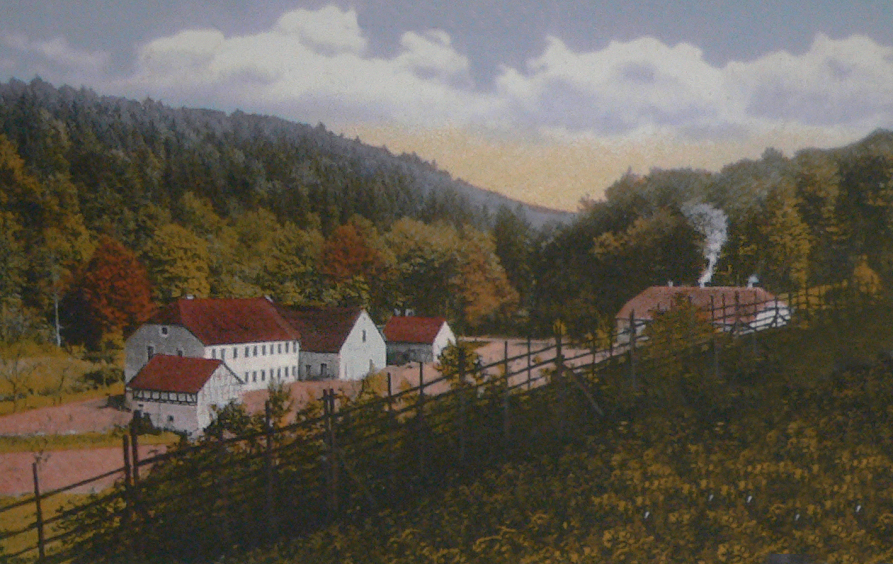
Glashütte Rottmünde, um 1900

Die Glashütte Rottmünde wurde 1856 im Rottmündetal im Solling an der Straße zwischen Neuhaus im Solling und Boffzen angelegt. Sie produzierte bis zu ihrer Stilllegung 1902 Hohlglas.
Gründer der Glashütte war Georg Norbert Becker aus Westfalen (1799–1879), Angehöriger einer Glasmacherfamilie mit langer Tradition. Er hatte bereits 1850 im nahe gelegenen Neuhaus im Solling die Glashütte Becker als Tafelglashütte gegründet. Später übernahm sein Sohn Ludwig Wilhelm Becker (1839–1913) die Glashütte Rottmünde. 1887 führte ein Brand zur vorläufigen Einstellung des Betriebs und 1902 kam es zur Stilllegung der Hütte infolge des Mangels an günstigem Brennholz. Der Hüttenbesitzer bot die Baulichkeiten der Forstverwaltung für 40.000 Mark zum Kauf an. 1921 wurden einzelne Gebäude der Glashütte abgerissen.